# Mari Wetterhus
Mari Wetterhus (* 17. Januar 1998 in Lampeland) ist eine norwegische Biathletin.
Wetterhus lebt in Lillehammer und studiert an der dortigen Hochschule. Sie bestritt ihre ersten internationalen Rennen im Jugend- und Juniorenbereich. Bei den Biathlon-Jugendweltmeisterschaften 2017 im slowakischen Brezno-Osrblie gewann sie gemeinsam mit Marthe Kråkstad Johansen und Marit Ishol Skogan die Silbermedaille im Staffelrennen. Bei den Biathlon-Juniorenweltmeisterschaften 2020 in der Schweiz gewann sie – ebenfalls im Staffelrennen – gemeinsam mit Åsne Skrede, Marthe Kråkstad Johansen und
Juni Arnekleiv die Bronzemedaille.
Bei den norwegischen Meisterschaften im Biathlon 2022 gewann sie gemeinsam mit Åsne Skrede und Frida Dokken als erste Mannschaft der Provinz Buskerud das Staffelrennen. 2023 wurde sie gemeinsam mit Herman Dramdal Borge und Vetle Paulsen – ebenfalls als erste Mannschaft Buskeruds – Zweite im Mixedstaffelrennen.
Ab 2022/23 bestritt sie sporadisch Rennen im zweitklassigen IBU-Cup, ihr bestes Ergebnis war ein 23. Platz im Sprint in Idre.